# Kontraadmiral
Kontraadmiral ili kontra-admiral je uobičajeni čin u većini ratnih mornarica. U kopnenoj vojsci i ratnom zrakoplovstvu najčešće mu odgovara čin general bojnika (tako i u Hrvatskoj vojsci). U Hrvatskoj ratnoj mornarici kontraadmiral je iznad čina komodora, a ispod čina viceadmirala. U nekim mornaricama kontraadmiral je najniži admiralski čin.